# Generální guvernér Svaté Lucie
Generální guvernér Svaté Lucie je zástupcem panovníka Svaté Lucie, kterým je král Karel III. Oficiálním sídlem generálního guvernéra je Government House. Pozice generálního guvernéra byla ustanovena poté, co získala Svatá Lucie dne 22. února 1979 nezávislost. Před jejím ustanovením existovala funkce Guvernéra Svaté Lucie.

## Funkce generálního guvernéra
Funkce generálního guvernéra je uvedena v ústavě v Kaptiole II, Oddílech 19 až 22. Ústava udává, že má existovat tato funkce, kterou má zastávat občan jmenovaný panovníkem, jež má po předem neurčenou dobu na ostrově zastupovat Její/Jeho Veličenstvo. Při nástupu do funkce nový generální guvernér skládá přísahu věrnosti.

## Seznam generálních guvernérů
| Jméno                              | Fotografie | Od                 | Do                 |
| ---------------------------------- | ---------- | ------------------ | ------------------ |
| Allen Montgomery Lewis (1909–1993) |            | 22. února 1979     | 19. června 1980    |
| Boswell Williams (1926–2014)       |            | 19. června 1980    | 13. prosince 1982  |
| Allen Montgomery Lewis (1909–1993) |            | 13. prosince 1982  | 30. dubna 1987     |
| Vincent Floissac (1928–2010)       |            | 30. dubna 1987     | 10. října 1988     |
| Stanislaus James (1919–2011)       |            | 10. října 1988     | 1. června 1996     |
| George Mallet (1923–2010)          |            | 1. června 1996     | 17. září 1997      |
| Pearlette Louisy (* 1946)          |            | 17. září 1997      | 31. prosince 2017  |
| nikdo                              |            | 1. ledna 2018      | 12. ledna 2018     |
| Neville Cenac (* 1939)             |            | 12. ledna 2018     | 31. října 2021     |
| nikdo                              |            | 31. října 2021     | 11. listopadu 2021 |
| Errol Charles (* 1942)             |            | 11. listopadu 2021 | dosud              |